# Bundesautobahn 620
Bundesautobahn 620 (em português: Auto-estrada Federal 620) ou A 620, é uma auto-estrada na Alemanha.
A Bundesautobahn 620 tem 31 km de comprimento.

## Estados
Estados percorridos por esta auto-estrada:
- Sarre